# Jeff Reine-Adélaïde
Jeff Jason Reine-Adélaïde (nascut el 17 de gener de 1998) és un futbolista professional francés que juga de centrecampista per l'Olympique de Lió de la Ligue 1. És també internacional a la sub21 francesa.